# Wykres korelacji
Uzasadnienie:  Artykuł opisuje wykres punktowy (wykres rozrzutu) pod inną nazwą. Proponuję usunąć i wstawić przekierowanie. 
Wykres korelacji pozwala badać jaki wpływ mają na siebie dwie zmienne. Pomaga ustalić przedsiębiorstwu, jak i czy w ogóle ma wpływ np. spadek jakości na zmiany sprzedaży.
Na podstawie otrzymanego diagramu można stwierdzić o kierunku współzależności tych dwu zmiennych. Aby sporządzić diagram korelacji, należy przedstawić dane we współrzędnych prostokątnych, nanosząc na wykres wszystkie pary wyników. W celu uzyskania wiarygodnych wyników wskazane jest przeanalizowanie stosunkowo dużej liczby par danych (więcej niż 30). To w jaki sposób punkty grupują się na wykresie uwidacznia zależności korelacyjne pomiędzy badanymi zmiennymi. Jeżeli punkty układają się wzdłuż pewnej krzywej to między badanymi zmiennymi zachodzi znacząca korelacja. Jeśli natomiast punkty są rozproszone albo układają się wzdłuż prostej prostopadłej do jednej z osi układu współrzędnych, to znaczy, że badane zmienne nie są skorelowane, czyli są od siebie niezależne.